# Leucanopsis nimbiscripta
Leucanopsis nimbiscripta là một loài bướm đêm thuộc phân họ Arctiinae, họ Erebidae.